# 다카라즈카 가극단 76기생
다카라즈카 가극단 76기생은 1988년 4월에 다카라즈카 음악학교에 입학, 1990년 3월에 다카라즈카 가극단에 입단한 40명을 가리킨다.

## 개요
초무대 연목은 하나구미 공연 「베르사이유의 장미-페르젠편-」이다.
구미마와리를 거쳐 1991년 1월 14일자로 조배속이 되었다.

## 주요 학생

### OG
- 아야키 나오 : 전 츠키구미 톱스타
- 준나 리사 : 전 하나구미 톱여역
- 카자하나 마이 : 전 츠키구미 톱여역
- 츠키카게 히토미 : 전 유키 · 호시 톱여역
- 호시나 유리 : 전 호시구미 톱여역
- 미도리 하나카 : 전 유키구미 여역
- 료 아키노 : 전 소라구미 여역

### 현역
- 타카쇼 미즈키 : 전과 남역

## 일람
| 예명            | 생일      | 출신지                         | 출신학교                               | 예명의 유래                                            | 애칭             | 역할 | 퇴단년도 | 비고                                                                |
| --------------- | --------- | ------------------------------ | -------------------------------------- | ------------------------------------------------------ | ---------------- | ---- | -------- | ------------------------------------------------------------------- |
| 純名里沙        | 3월 15일  | 오사카부 미노시                | 오사카부립히가시토요나카고등학교       | 본명에서 가족・지인과 상담                             | 준               | 여역 | 1996년   |                                                                     |
| 준나 리사       | 3월 15일  | 오사카부 미노시                | 오사카부립히가시토요나카고등학교       | 본명에서 가족・지인과 상담                             | 준               | 여역 | 1996년   |                                                                     |
| 風花舞          | 6월 6일   | 도쿄도 신주쿠구                | 효고현립나루오고등학교                 | 가족이 고안                                            | 유우짱, 유우코   | 여역 | 1999년   |                                                                     |
| 카자하나 마이   | 6월 6일   | 도쿄도 신주쿠구                | 효고현립나루오고등학교                 | 가족이 고안                                            | 유우짱, 유우코   | 여역 | 1999년   |                                                                     |
| 鈴奈沙也        | 3월 15일  | 효고현 니시노미야시            | 무코가와학원                           | 어머니의 예명에서 가족이 고안                          | 아유미, 아유     | 여역 | 2016년   |                                                                     |
| 스즈나 사야     | 3월 15일  | 효고현 니시노미야시            | 무코가와학원                           | 어머니의 예명에서 가족이 고안                          | 아유미, 아유     | 여역 | 2016년   |                                                                     |
| 樹里咲穂        | 10월 28일 | 오사카부 미노시                | 인천학원고등학교                       | 가족이 고안                                            | 쥬리, 아야타     | 남역 | 2005년   |                                                                     |
| 쥬리 사키호     | 10월 28일 | 오사카부 미노시                | 인천학원고등학교                       | 가족이 고안                                            | 쥬리, 아야타     | 남역 | 2005년   |                                                                     |
| 楓沙樹          | 9월 21일  | 도쿄도 신주쿠구                | 메지로가쿠엔고등학교                   | 단풍잎처럼 어떤 색으로 물들다 라는 뜻으로 가족이 고안  | 타마오           | 남역 | 2002년   |                                                                     |
| 카에데 사키     | 9월 21일  | 도쿄도 신주쿠구                | 메지로가쿠엔고등학교                   | 단풍잎처럼 어떤 색으로 물들다 라는 뜻으로 가족이 고안  | 타마오           | 남역 | 2002년   |                                                                     |
| 真由華れお      | 5월 22일  | 도쿄도 무사시노시              | 타마카와가쿠엔고등부                   | 본명에서 존경하는 선생님이 명명                        | 이쿠라           | 남역 | 1999년   |                                                                     |
| 마유카 레오     | 5월 22일  | 도쿄도 무사시노시              | 타마카와가쿠엔고등부                   | 본명에서 존경하는 선생님이 명명                        | 이쿠라           | 남역 | 1999년   |                                                                     |
| 星奈優里        | 4월 19일  | 히로시마현 후쿠야마시          | 후쿠야마아켄노호시가쿠인고등학교       | 본명의 이름을 지어준 사람이 명명                       | 유릿페, 유리짱   | 여역 | 2001년   |                                                                     |
| 호시나 유리     | 4월 19일  | 히로시마현 후쿠야마시          | 후쿠야마아켄노호시가쿠인고등학교       | 본명의 이름을 지어준 사람이 명명                       | 유릿페, 유리짱   | 여역 | 2001년   |                                                                     |
| 幸美杏奈        | 9월 9일   | 카나가와현 사가미하라시        | 사가미하라고등학교                     | 자신이 고안                                            | 삿짱, 사치미     | 여역 | 2004년   |                                                                     |
| 사치미 안나     | 9월 9일   | 카나가와현 사가미하라시        | 사가미하라고등학교                     | 자신이 고안                                            | 삿짱, 사치미     | 여역 | 2004년   |                                                                     |
| 麻世さくら      | 11월 4일  | 나가노현 나가노시              | 나가노현나가노니시고등학교             |                                                        | 레이코, 사쿠라짱 | 여역 | 1997년   |                                                                     |
| 마요 사쿠라     | 11월 4일  | 나가노현 나가노시              | 나가노현나가노니시고등학교             |                                                        | 레이코, 사쿠라짱 | 여역 | 1997년   |                                                                     |
| 欧波翼          | 12월 4일  | 도쿄도 무사시노시              | 후지미오카고등학교                     | 가족이 고안                                            | 닛코             | 남역 | 1996년   |                                                                     |
| 오우나미 츠바사 | 12월 4일  | 도쿄도 무사시노시              | 후지미오카고등학교                     | 가족이 고안                                            | 닛코             | 남역 | 1996년   |                                                                     |
| 月影瞳          | 5월 30일  | 나가노현 우에다시              | 나가노현우에다고등학교                 | 존경하는 선생님이 명명                                 | 톤미             | 여역 | 2002년   |                                                                     |
| 츠키카게 히토미 | 5월 30일  | 나가노현 우에다시              | 나가노현우에다고등학교                 | 존경하는 선생님이 명명                                 | 톤미             | 여역 | 2002년   |                                                                     |
| 悠矢奈穂        | 6월 21일  | 교토부 교토시 카미쿄구         | 노트르담죠가쿠인고등학교               | 아버지가 명명                                          | 호비-            | 남역 | 1996년   |                                                                     |
| 유야 나호       | 6월 21일  | 교토부 교토시 카미쿄구         | 노트르담죠가쿠인고등학교               | 아버지가 명명                                          | 호비-            | 남역 | 1996년   |                                                                     |
| 丘和巳          | 12월 2일  | 이바라키현 츠치우라시          | 츠치우라제2고등학교                    | 가족이 고안                                            | 리에리에         | 남역 | 1996년   |                                                                     |
| 오카 카즈미     | 12월 2일  | 이바라키현 츠치우라시          | 츠치우라제2고등학교                    | 가족이 고안                                            | 리에리에         | 남역 | 1996년   |                                                                     |
| 高翔みず希      | 7월 16일  | 도쿄도 카츠시카구              | 와요여자대학부속고쿠부다이여자고등학교 | 부모님이 고안                                          | 사오타           | 남역 |          |                                                                     |
| 타카쇼 미즈키   | 7월 16일  | 도쿄도 카츠시카구              | 와요여자대학부속고쿠부다이여자고등학교 | 부모님이 고안                                          | 사오타           | 남역 |          |                                                                     |
| 千波ゆう        | 12월 23일 | 도쿄도 시나가와구              | 모리무라가쿠엔                         | 백모가 명명                                            | 리에             | 남역 | 1996년   | 이모 치나미 준 (42) 이모 치나미 시즈카 (44) 엄마 치나미 카오루 (48) |
| 치나미 유우     | 12월 23일 | 도쿄도 시나가와구              | 모리무라가쿠엔                         | 백모가 명명                                            | 리에             | 남역 | 1996년   | 이모 치나미 준 (42) 이모 치나미 시즈카 (44) 엄마 치나미 카오루 (48) |
| 朝峰ひかり      | 10월 3일  | 오사카부 오사카시 키타구       | 킨란카이고등학교                       | 성명 판단                                              | 코오짱, 미사코   | 남역 | 2009년   | 후에 여역 전환                                                      |
| 아사미네 히카리 | 10월 3일  | 오사카부 오사카시 키타구       | 킨란카이고등학교                       | 성명 판단                                              | 코오짱, 미사코   | 남역 | 2009년   | 후에 여역 전환                                                      |
| 朝倉葵          | 9월 9일   | 오사카부 토요나카시            | 사립유리가쿠인고등학교                 | 가족이 고안                                            | 피로             | 여역 | 1996년   |                                                                     |
| 아사쿠라 아오이 | 9월 9일   | 오사카부 토요나카시            | 사립유리가쿠인고등학교                 | 가족이 고안                                            | 피로             | 여역 | 1996년   |                                                                     |
| 大雅歩          | 6월 21일  | 나라현 이코마군                | 소아이고등학교                         | 타카시마 히로아키가 명명                               | 이토우짱         | 남역 | 1993년   |                                                                     |
| 오오가 아유미   | 6월 21일  | 나라현 이코마군                | 소아이고등학교                         | 타카시마 히로아키가 명명                               | 이토우짱         | 남역 | 1993년   |                                                                     |
| 真汐いづる      | 1월 5일   | 오사카부 토요노군              | 이케다키타고등학교                     | 가족이 고안                                            | 타마키           | 남역 | 1995년   |                                                                     |
| 마시오 이즈루   | 1월 5일   | 오사카부 토요노군              | 이케다키타고등학교                     | 가족이 고안                                            | 타마키           | 남역 | 1995년   |                                                                     |
| 沙加美怜        | 4월 3일   | 교토부 우지시                  | 교토시립호리카와고등학교               | 교토의 지명을 힌트로 원하는 글씨를 사용.               | 타미짱, 타미     | 남역 | 2001년   |                                                                     |
| 사가미 레이     | 4월 3일   | 교토부 우지시                  | 교토시립호리카와고등학교               | 교토의 지명을 힌트로 원하는 글씨를 사용.               | 타미짱, 타미     | 남역 | 2001년   |                                                                     |
| 高牟礼あゆ      | 3월 31일  | 후쿠오카현 쿠루메시            | 쿠루메신아이죠가쿠인고등학교           | 존경하는 선생님이 명명                                 | 쿠루메짱 토모    | 여역 | 1996년   |                                                                     |
| 타카무레 아유   | 3월 31일  | 후쿠오카현 쿠루메시            | 쿠루메신아이죠가쿠인고등학교           | 존경하는 선생님이 명명                                 | 쿠루메짱 토모    | 여역 | 1996년   |                                                                     |
| 胡蝶明日香      | 9월 21일  | 효고현 니시노미야시            | 효고현립다카라즈카키타고등학교         | 장자 「호접몽」에서                                    | 도라, 스미노     | 남역 | 1994년   | 딸 마야 유타카 (102)                                                |
| 코쵸 아스카     | 9월 21일  | 효고현 니시노미야시            | 효고현립다카라즈카키타고등학교         | 장자 「호접몽」에서                                    | 도라, 스미노     | 남역 | 1994년   | 딸 마야 유타카 (102)                                                |
| 翠花果          | 10월 26일 | 카나가와현 사가미하라시        | 사가미여자대학 고등부                  | 가족이 고안                                            | 미테키           | 여역 | 1997년   |                                                                     |
| 미도리 하나카   | 10월 26일 | 카나가와현 사가미하라시        | 사가미여자대학 고등부                  | 가족이 고안                                            | 미테키           | 여역 | 1997년   |                                                                     |
| 陵あきの        | 7월 25일  | 카나가와현 즈시시              | 케이오기주쿠여자고등학교               | 할아버지의 화호 (岳陵)와 본명에서 존경하는 사람이 명명 | 앗코, 앗코아가씨 | 여역 | 2002년   |                                                                     |
| 료 아키노       | 7월 25일  | 카나가와현 즈시시              | 케이오기주쿠여자고등학교               | 할아버지의 화호 (岳陵)와 본명에서 존경하는 사람이 명명 | 앗코, 앗코아가씨 | 여역 | 2002년   |                                                                     |
| 名城あおい      | 1월 24일  | 아이치현 나고야시              | 아이치슈쿠토쿠고등학교                 | 고향인 나고야성에서 가족이 고안                        | 카요             | 남역 | 2000년   |                                                                     |
| 나시로 아오이   | 1월 24일  | 아이치현 나고야시              | 아이치슈쿠토쿠고등학교                 | 고향인 나고야성에서 가족이 고안                        | 카요             | 남역 | 2000년   |                                                                     |
| 瑠菜まり        | 8월 25일  | 카나가와현 요코하마시 고호쿠구 | 요코하마시립타이코중학교               | 부모님이 명명                                          | 치비유ー, 비스코 | 여역 | 1997년   |                                                                     |
| 루나 마리       | 8월 25일  | 카나가와현 요코하마시 고호쿠구 | 요코하마시립타이코중학교               | 부모님이 명명                                          | 치비유ー, 비스코 | 여역 | 1997년   |                                                                     |
| 万波紫帆        | 1월 23일  | 치바현 나라시노시              | 쇼와가쿠인고등학교                     | 가족이 고안                                            | 하루나           | 남역 | 1997년   |                                                                     |
| 마나미 시호     | 1월 23일  | 치바현 나라시노시              | 쇼와가쿠인고등학교                     | 가족이 고안                                            | 하루나           | 남역 | 1997년   |                                                                     |
| 寿つかさ        | 6월 11일  | 도쿄도 미나토구                | 미나토구립미카와다이중학교             | 부모님이 명명                                          | 요우스케, 슷시   | 남역 | 2023년   | 동생 타츠 츠카사 (79)                                               |
| 코토부키 츠카사 | 6월 11일  | 도쿄도 미나토구                | 미나토구립미카와다이중학교             | 부모님이 명명                                          | 요우스케, 슷시   | 남역 | 2023년   | 동생 타츠 츠카사 (79)                                               |
| 風人夕真        | 8월 12일  | 교토부 교토시 나카교구         | 호리카와고등학교                       | 가족이 고안                                            | 미소노           | 남역 | 2001년   |                                                                     |
| 카자토 유마     | 8월 12일  | 교토부 교토시 나카교구         | 호리카와고등학교                       | 가족이 고안                                            | 미소노           | 남역 | 2001년   |                                                                     |
| 天希かおり      | 12월 19일 | 오카야마현 오카야마시          | 오카야마현립후쿠와타리고등학교         | 부모님이 명명                                          | 챠-보, 치-보     | 남역 | 2004년   |                                                                     |
| 아마키 카오리   | 12월 19일 | 오카야마현 오카야마시          | 오카야마현립후쿠와타리고등학교         | 부모님이 명명                                          | 챠-보, 치-보     | 남역 | 2004년   |                                                                     |
| 鈴奈美央        | 3월 15일  | 효고현 니시노미야시            | 아시야대학부속고등학교                 | 어머니의 예명에서 가족이 고안                          | 메구             | 여역 | 2001년   |                                                                     |
| 스즈나 미오     | 3월 15일  | 효고현 니시노미야시            | 아시야대학부속고등학교                 | 어머니의 예명에서 가족이 고안                          | 메구             | 여역 | 2001년   |                                                                     |
| 風早優          | 6월 4일   | 후쿠오카현 후쿠오카시          | 나카무라가쿠엔여자고교                 | 아버지가 명명                                          | 미야코           | 남역 | 2003년   |                                                                     |
| 카자하야 유우   | 6월 4일   | 후쿠오카현 후쿠오카시          | 나카무라가쿠엔여자고교                 | 아버지가 명명                                          | 미야코           | 남역 | 2003년   |                                                                     |
| 音木美香        | 2월 15일  | 효고현 다카라즈카시            | 효고현립다카라즈카니시고등학교         | 나카야마테라에서 명명                                  | 마리코, 마-루    | 여역 | 1996년   |                                                                     |
| 오토키 미카     | 2월 15일  | 효고현 다카라즈카시            | 효고현립다카라즈카니시고등학교         | 나카야마테라에서 명명                                  | 마리코, 마-루    | 여역 | 1996년   |                                                                     |
| 彩輝直          | 1월 7일   | 카나가와현 요코하마시 고호쿠구 | 카나가와현립니와고등학교               | 가족이 고안                                            | 아야키           | 남역 | 2005년   | 동생 아야나 오토 (85)                                               |
| 아야키 나오     | 1월 7일   | 카나가와현 요코하마시 고호쿠구 | 카나가와현립니와고등학교               | 가족이 고안                                            | 아야키           | 남역 | 2005년   | 동생 아야나 오토 (85)                                               |
| 毬愛ひとみ      | 2월 15일  | 토야마현 토야마시              | 토야마제1고등학교                      | 자신이 고안                                            | 윳짱, 닛키       | 여역 | 1993년   |                                                                     |
| 마리아이 히토미 | 2월 15일  | 토야마현 토야마시              | 토야마제1고등학교                      | 자신이 고안                                            | 윳짱, 닛키       | 여역 | 1993년   |                                                                     |
| 大洋あゆ夢      | 2월 14일  | 카나가와현 요코하마시          | 카나가와현립호도가야고등학교           | 은사가 명명                                            | 오-짱, 오-상     | 남역 | 2001년   |                                                                     |
| 오오히로 아유무 | 2월 14일  | 카나가와현 요코하마시          | 카나가와현립호도가야고등학교           | 은사가 명명                                            | 오-짱, 오-상     | 남역 | 2001년   |                                                                     |
| 葉月れい        | 4월 13일  | 카나가와현 요코하마시          | 페리스죠가쿠인고등학교                 | 지인이 명명                                            | 유카링           | 남역 | 1997년   |                                                                     |
| 하즈키 레이     | 4월 13일  | 카나가와현 요코하마시          | 페리스죠가쿠인고등학교                 | 지인이 명명                                            | 유카링           | 남역 | 1997년   |                                                                     |
| 星野瞳          | 3월 4일   | 효고현 다카라즈카시            | 효고현립다카라즈카키타고등학교         | 나카야마 토모코가 번역한 「에스트렐리타」              | 타레짱, 미카짱   | 여역 | 1999년   |                                                                     |
| 호시노 히토미   | 3월 4일   | 효고현 다카라즈카시            | 효고현립다카라즈카키타고등학교         | 나카야마 토모코가 번역한 「에스트렐리타」              | 타레짱, 미카짱   | 여역 | 1999년   |                                                                     |
| 亜衣雅          | 12월 15일 | 아오모리현 하치노헤시          | 하치노헤히가시고등학교                 | 본명에서 존경하는 사람이 명명                          | 미야비, 이부     | 남역 | 1996년   |                                                                     |
| 아이 미야비     | 12월 15일 | 아오모리현 하치노헤시          | 하치노헤히가시고등학교                 | 본명에서 존경하는 사람이 명명                          | 미야비, 이부     | 남역 | 1996년   |                                                                     |
| 絵咲利瀬        | 8월 7일   | 시가현 오오츠시                | 시가현립젠쇼고등학교                   | 출신지의 세타가와에서 따옴                             | 리세짱           | 남역 | 1991년   |                                                                     |
| 에자키 리세     | 8월 7일   | 시가현 오오츠시                | 시가현립젠쇼고등학교                   | 출신지의 세타가와에서 따옴                             | 리세짱           | 남역 | 1991년   |                                                                     |